# Желтушник (интроверт)
Желтушник (англ. wallflower) — это человек с интровертным типом личности или, в более крайних случаях, с социальной тревожностью. Такие люди посещают вечеринки и общественные собрания, но обычно дистанцируется от толпы и активно избегают внимания. Они также могут быть общительны с друзьями, но не с незнакомцами.
Само название происходит от одноимённого растения, которое очень часто растёт у стен или в трещинах в стенах. «Желтушники» могут тихо стоять у стены и просто наблюдать за другими на общественном собрании, совершенно не вмешиваясь.

## Связь с социологией

### Теория структурных функций
Структурный функционализм — это социологическая теория, рассматривающая общество как множество сложных частей, образующих стабильное и функциональное целое. Это приводит к формированию прочной и целостной семейной ячейки, состоящей из более мелких частей, при этом функционирующая семейная единица затем продолжает формировать более мелкие части более широкого сообщества, общества и так далее.

### Теория социального конфликта
Теория социального конфликта в социологии утверждает, что общество находится в состоянии постоянного конфликта из-за конкуренции за ограниченные ресурсы. Она утверждает, что социальный порядок поддерживается господством и властью, а не консенсусом и подчинением. Согласно теории конфликта, те, у кого есть богатство и власть, пытаются удержать её любыми возможными способами, главным образом путём подавления бедных и бессильных.

### Теория символического интеракционизма
Наиболее актуальная социологическая теория, к которой относится «желтушник», символический интеракционизм описывает определённые жесты или социальные нормы, которые являются символическими по смыслу. Теория состоит из трёх основных принципов: смысл, язык и мышление. Эти основные принципы приводят к выводам о создании личности человека и социализации в более крупном сообществ.
Поскольку «желтушник» обычно не взаимодействует с другими, он становится символом их мыслей и чувств по отношению к другим. Самый конкретный пример — язык тела. Во многих случаях застенчивые люди почти или совсем не смотрят в глаза другим. Человек может увидеть, как мужчина, женщина или ребёнок стараются избегать зрительного контакта с другими во время прогулки на публике или даже наедине. Для некоторых это может быть состоянием, которое со временем становится постоянным и становится нормальным действием.
В случае вечеринок или общественных собраний «желтушник» останется на определённом расстоянии от толпы или большинства людей. Когда застенчивый человек находится рядом с другими, вы можете заметить, что он делает все возможное, чтобы держаться подальше от людей, которых он не знает. Даже с некоторыми друзьями вы можете увидеть застенчивого мужчину или женщину рядом. В социальной обстановке вы вряд ли увидите застенчивого человека в центре комнаты без друга или группы друзей. Застенчивые люди склонны держаться подальше от возможности даже оказаться в центре внимания.

### Социальная тревожность
Социальная тревожность — это крайний страх быть подвергнутым тщательному анализу и осуждению со стороны других людей в социальных или исполнительских ситуациях. Социальное тревожное расстройство может нанести ущерб жизни тех, кто от него страдает. Симптомы могут быть настолько сильными, что нарушают повседневную жизнь. Люди с этим расстройством, также называемым социофобией, могут иметь мало социальных или романтических отношений либо вообще не иметь их, из-за чего они чувствуют себя бессильными, одинокими или даже стыдящимися.
Хотя они признают, что страх является чрезмерным и необоснованным, люди с социальным тревожным расстройством чувствуют себя бессильными против своей тревоги. Они боятся, что унизят или опозорят себя. Тревога может значительно мешать повседневной жизни, профессиональной деятельности или социальной жизни, затрудняя окончание школы, собеседование и получение работы, а также дружеские и романтические отношения.
Состояние «желтушника» можно считать менее интенсивной формой социальной тревожности. Человек с социальной тревожностью может испытывать чувство нерешительности в большой толпе и даже панику, если ему приходится оказаться в центре внимания. Этот страх может заставить их сделать что-то незначительное, например, отойти в сторону от центра вечеринки, но он также может вызвать сильный или незначительный приступ тревоги.
Люди с социальным тревожным расстройством не верят, что их тревога связана с психическим или физическим заболеванием. Этот тип тревоги возникает в большинстве социальных ситуаций, особенно когда человек чувствует себя на виду или находится в центре внимания. Как только человек избегает почти всех социальных и публичных взаимодействий, можно сказать, что у него крайний случай социального тревожного расстройства, чаще называемого тревожным расстройством личности. Люди с социальным тревожным расстройством имеют повышенный уровень трудностей в отношениях и злоупотребления психоактивными веществами .

### Панические атаки
Приступы тревоги представляют собой сочетание физических и психических симптомов, которые являются интенсивными и непреодолимыми. Тревога, однако, больше, чем просто регулярная нервозность. Симптомы приступов тревоги и панических атак имитируют серьёзные медицинские проблемы, такие как:
- Инфаркты и сердечная недостаточность
- Опухоли головного мозга
- Рассеянный склероз

Несмотря на свою интенсивность, приступы тревоги, как правило, не опасны для жизни.

## В популярной культуре
- В романе Стивена Чбоски «Хорошо быть тихоней» (англ. The Perks of Being a Wallflower), а также в одноименной экранизации главный герой Чарли часто оказывается один в школе или на вечеринках. Он также страдает от беспокойства и депрессии[8].
- В песне «Here» Алессии Кары артистка описывает желание развлекаться дома и не ходить на вечеринки с друзьями[9][10].
- Боб Дилан поет о желтушнике в песне «Wallflower» 1971 года.
- Джейкоб Дилан, сын Боба Дилана, основал популярную группу The Wallflowers в 1989 году.
- В песне «Wallflower» группы In Flames из альбома Battles они описывают жизнь с точки зрения желтушника.
- В спин-оффе My Little Pony Equestria Girls в специальном выпуске 2018 года «Забытая дружба» фигурирует персонаж Уолфлауэр Блаш (англ. Wallflower Blush), которая является крайним интровертом. Она признаёт, что её единственные друзья — это растения в её саду, и поёт песню «Invisible», которая повествует о том, что никто не обращает внимание на её существование.
- В песне «Wallflower» из альбома Wallflowers украинской метал-группы Jinjer вокалистка называет себя желтушником.
- В песне Stall Me (Bonus Track) из делюкс-версии альбома Vices & Virtues рок-группы Panic! At the Disco в текстах упоминается «сад желтушников», что означает группу людей, которые коллективно дистанцируются от остальной части вечеринки.
- В песне «WALLFLOWER» женской K-pop группы TWICE текст повествует о том, как соблазнить желтушника.